# Fernand Nisot

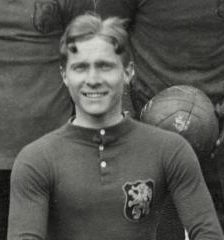
Fernand Nisot op 28 april 1912

Fernand Nisot (11 april 1895, Brussel – 31 juli 1973, Putte (Nederland)) was een Belgisch voetballer.
Hij speelde voor het Brusselse Léopold Club, een ploeg die na verschillende fusies voortleeft in  Royal Léopold Uccle Forestoise.
Hij is de jongste speler ooit die voor de Belgische nationale ploeg heeft gespeeld. Hij was 16 jaar en 19 dagen oud toen hij op 30 april 1911 aan de aftrap kwam bij de 7-1 vriendschappelijke winst tegen Frankrijk.
Zijn eerste doelpunt voor de nationale ploeg kwam er op 10 maart 1912: tijdens zijn tweede interland maakte hij in de 59ste minuut de 1-1 tegen Nederland, dat de wedstrijd uiteindelijk wel nog met 1-2 won.
Hoewel Nisot op dat moment in de (toenmalige variant van de) Tweede klasse speelde, won hij met de Belgische voetbalploeg een gouden medaille tijdens de Olympische Spelen van 1920 in Antwerpen. Hij kwam alleen in actie tijdens de 3-1 winst tegen Spanje in de kwartfinale. Dit was tegelijk ook zijn laatste interland (Destijds telden wedstrijden met de Olympische ploeg nog mee als officiële interlands.) Hij speelde van 1909 tot 1925 in het eerste elftal van Leopold CB en speelde 136 competitiewedstrijden in eerste en tweede klasse en scoorde 76 doelpunten. Zijn oudere broer Albert speelde 7 wedstrijden tussen 1909 en 1925. Hij overleed in 1973 in zijn buitenverblijf in Nederlands Putte aan een hartaanval.
Nisot speelde in totaal 14 interlands, waarin hij 10 keer scoorde.